# Susanne Linke

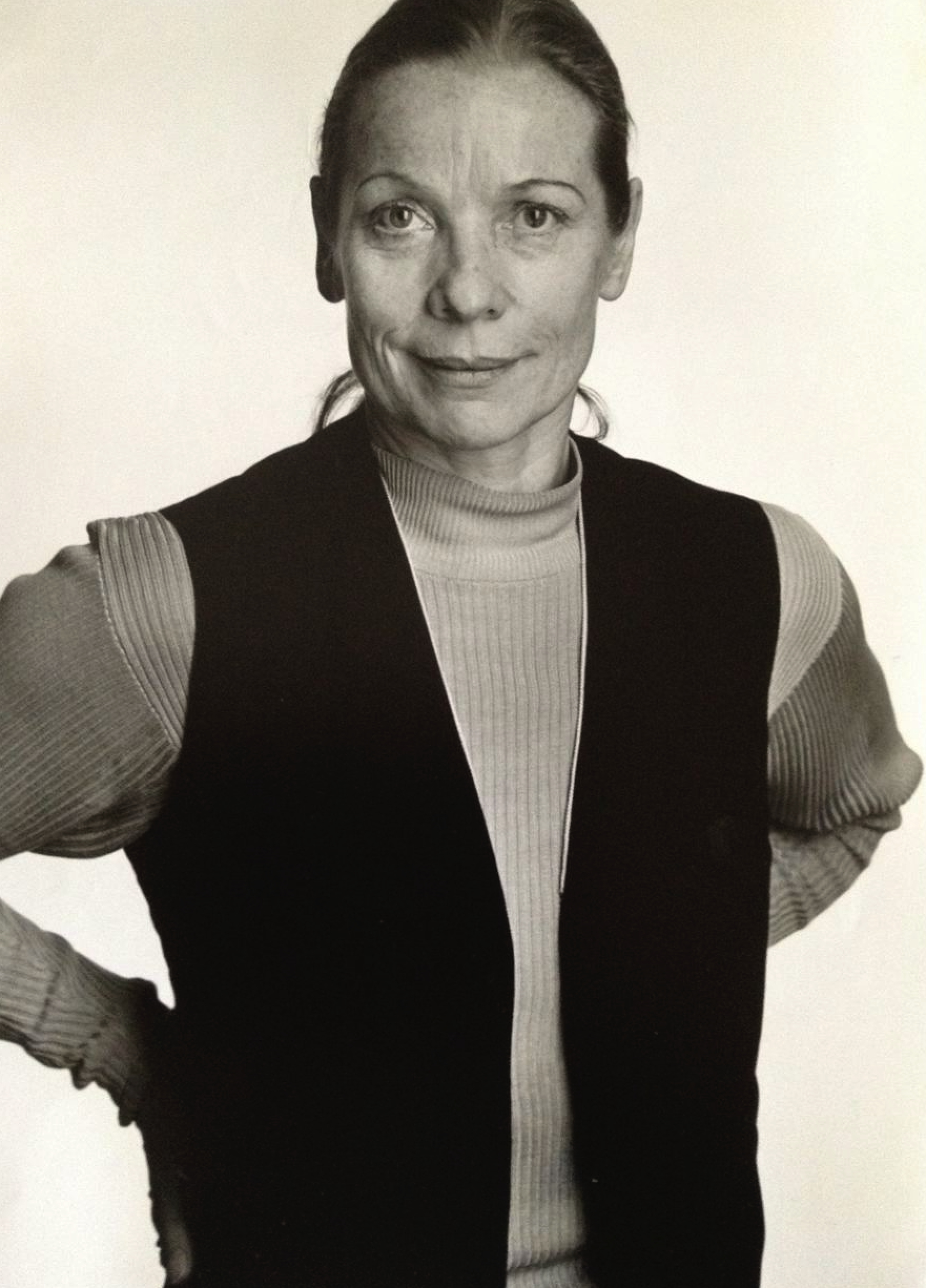
Susanne Linke

Susanne Linke (* 19. Juni 1944 in Lüneburg) ist  eine deutsche Solotänzerin und Choreografin von internationalem Rang, die das deutsche Tanztheater weiterentwickelte.

## Familie
Susanne Linke wurde in eine musische protestantisch-lutherisch geprägte Familie geboren. Sie ist die Tochter des Pastors Heinz Linke aus Australien und seiner Ehefrau Sigros Linke (geborene Peschko). Ihr Onkel Sebastian Peschko war ein bekannter Pianist und Liedbegleiter.

## Frühe Laufbahn
Susanne Linke fing erst mit zwanzig Jahren an, sich mit dem professionellen Tanz zu beschäftigen. Eine Hör-Sprachstörung und das nachfolgende, um über zehn Jahre verzögerte Sprechen- und Verstehenlernen verzögerten ihre Entwicklung als Kind.

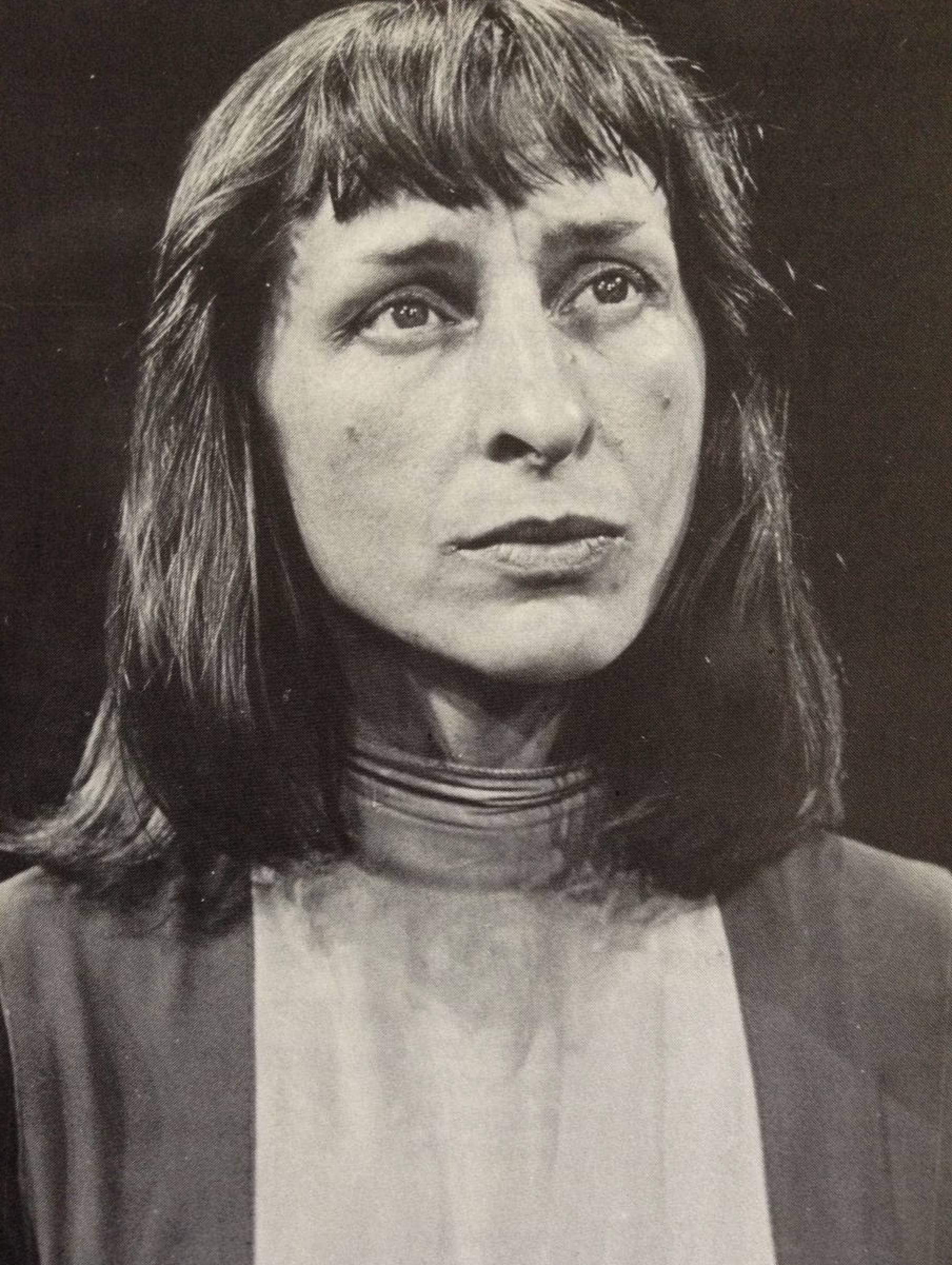
Dore Hoyer

1952 bis 1954 hatte Linke in Berlin die erste Chance mit Tanz in Berührung zu kommen mit der tänzerischen „Medau Gymnastik“ bei Ruth Pinzler. Später (1961–1963) prägte sie die „Rhythmische Gymnastik“ bei Ruth Grau in der Nähe von Frankfurt am Main.
1963 wirkte sie als Laientänzerin in der Rolle einer der obszönen Hexen in der Walpurgisnacht mit an der Einweihung des neuen Schauspielhauses in Frankfurt am Main. Die Choreografin für diese Szene war Dore Hoyer – für Susanne Linke eine Schicksals-Begegnung, die ihre weitere künstlerische Entwicklung maßgeblich prägen sollte.
Linke ging 1964 nach Berlin ins Mary-Wigman-Studio.  Nach abgeschlossener Ausbildung wechselte sie 1967 nach Essen an die Folkwang-Hochschule, unter der Leitung von Kurt Jooss, um dort auch mehr die Klassische Ballett Technik zu erlernen. 1970 nach der Pädagogen-Prüfung ging sie dann – von Pina Bausch ermuntert – als Tänzerin in das von ihr geleitete Folkwang Tanzstudio.

## Solokarriere und internationale Tätigkeit
Susanne Linke choreografiert seit 1970. Ihre 1975 geschaffenen Choreografien Danse funèbre, Puppe? und Trop Trad, wurden mit Preisen ausgezeichnet. Ab diesem Jahr leitete sie gemeinsam mit Reinhild Hoffmann das Folkwang Tanzstudio in Abwesenheit von Pina Bausch und blieb 10 Jahre in dieser Position.
Ab 1981 entwickelte Susanne Linke ein spezielles Tanz-Trainingsprogramm mit dem Titel Inner Suspension, mit dem sie zahllose internationale Workshops gestaltete.
Anfang 1994 gründete Nele Hertling die „Company Susanne Linke“ am Hebbel-Theater Berlin. 1994 baute Linke zusammen mit Urs Dietrich eine neue Kompanie am Bremer Theater auf. 2000/01 war sie Mitgründerin des Choreographischen Zentrums Essen und wurde dessen künstlerische Leiterin. Seit 2001 arbeitet Susanne Linke wieder als freischaffende Choreografin und Tänzerin. 2015–2018 war sie Leiterin der Sparte Tanztheater am Theater Trier.

### Auswahl von Choreographien
Es folgten die Choreografien Dans funebre (1975), Der Tod + das Mädchen (1976), Also Egmont bitte (1986), Die Nächste bitte (1978), Im Bade wannen  und Wowerwiewas (1980), Flut und Frauenballett (1981), Es schwant und Wir können nicht alle nur Schwäne sein (1982). Ihren ersten durchgehenden Tanztheaterabend 1983 nach den Bakchen von Euripides nannte Linke Am Reigenplatz. Unter dem kryptischen Titel H2O Penthesilea Ping  (1998) rief sie nach der Vorlage von Heinrich von Kleist wehrhafte Frauen  auf die Bühne und versuchte anhand der verschiedenen Aggregatzustände des Wassers die Entwicklung der Dramatik sowie die Unmöglichkeit der Liebe zwischen den verfeindeten Paar Penthesilea und Achill darzustellen.
Ihre international gezeigten Choreografien wie z. B. Also Egmont, bitte (1986) und Extreme Beauty (2004) waren sehr erfolgreich. In Ruhr-Ort (1991) thematisierte sie sehr realitätsnah die Bergarbeiterwelt an der Ruhr. Mit der Choreographie Frauenballett (1981) thematisierte sie andererseits die tägliche Schufterei der Frauen.

### Solokarriere
Die internationale Solokarriere wurde durch das Goethe-Institut wesentlich gefördert. Schritte verfolgen (1985) war Linkes erstes großes Soloballett mit VA Wölfl als bildender Künstler für die Ausstattung. In diesem Stück thematisierte Linke ihre problematische Kindheit und ihre Entwicklung zur Tänzerin. 2007 wurde diese Arbeit von ihr zusammen mit drei Tänzerinnen rekonstruiert als Schritte verfolgen – Rekonstruktion und Weitergabe 2007. Sie bereiste seit den 1980er Jahren alle großen Festivals, tanzte dort ihre eigenen Solos und wurde mit ihrer Arbeit weltbekannt. 1985 legte sie die Leitung des Folkwang-Tanzstudios nieder und arbeitete als freie Choreografin u. a. für die José Limón Company in New York, für Grupo Corpo in Belo Horizonte, Brasilien, die Pariser Oper und das Nederlands Dans Theater.
1987 zeigte sie ihre eigene Auffassung von 4 der 5 Solochoreografien aus dem Afectos Humanos-Zyklus (1962) von Dore Hoyer, die den Themen Eitelkeit, Begierde, Angst und Liebe gewidmet sind und als Filmaufnahmen im Nachlass Hoyers aufgefunden wurden. Sie ergänzte sie um die eigene Choreografie Dolor (Schmerz), die eine Auseinandersetzung mit Hoyers Arbeit und den Abschied vom Vorbild darstellt.
Die nächsten Arbeiten, die Duos Affekte (1988) und Affekte/Gelb (1990), nahmen die Grundthemen der Afectos wieder auf und übertrugen sie auf die Zweierbeziehung. Linke tanzte sie mit ihrem Partner Urs Dietrich.

## Auszeichnungen
Der Deutsche Berufsverband für Tanzpädagogik e. V. zeichnete 2007 die Choreografin und Tänzerin Susanne Linke für ihr Lebenswerk mit dem Deutschen Tanzpreis aus. Am 14. Juni 2008 wurde sie in der Akademie der Künste Berlin durch den französischen Botschaftsrat für Kultur, Herrn Jean d’Haussonville, zum Offizier für Kunst und Literatur / Officier des Arts et des Lettres ernannt. Die Folkwang Universität in Essen ernannte Linke 2010 zur Honorarprofessorin, um ihr dortiges Engagement als Hochschuldozentin zu würdigen.

### Weitere Preise und Auszeichnungen
- Folkwang Preis der Folkwang Hochschule Essen (1978)
- Deutscher Kritikerpreis des Verbands der deutschen Kritiker e. V. (Berlin, 1985)
- Mitglied der Akademie der Künste (Berlin, 2004)
- Heijo + Gisela Hangen-Preis (Koblenz, 2016)